# Karl Schembri
Karl Schembri (n. 1978 în Malta - ...) este un jurnalist și scriitor maltez.